# Улица браће Барух
| Улица браће Барух | Улица браће Барух |
| ----------------- | ----------------- |
|                   |                   |
| Општина           | Стари град        |
| Почетак           | Улица цара Душана |
| Крај              | Улица Мике Аласа  |
| Дужина            | 380 m             |
| Ширина            | 10 m              |
|                   |                   |
|                   |                   |

Улица браћа Барух је једна од улица на Дорћолу у Градској општини Стари град.
Протеже се између Улице цара Душана и Улице Мике Аласа, а пресеца Улицу Високог Стевана и Солунску.

## Назив улице
Пре Другог светског рата улица се звала Принца Евгенија, или Јевђенија, по Еугену Савојском.
Улица носи име по тројици дорћолских Јевреја - браћи Барух: инжењеру Исидору Иси, правнику и сликару Бори и професору филозофије Јосипу Јожи. Сва тројица су били учесници народноослободилачке борбе и погинули као партизани. Исидор Барух је погинуо 18. августа 1941. године као политички комесар Црногорске чете Ужичког партизанског одреда. Бора Барух је заробљен и одведен у Бањички логор, а потом стрељан 4. јула 1942. године. Јосип Барух је био политички комесар чете у Бајиној Башти; умро је 8. октобра 1941. године од последица рањавања. Имали су и две сестре: Рашела Шела Барух-Симић је била заточена у Бањичком логору и стрељана је 19. септембра 1941. године, а Берта Бела Барух је била ученица и члан СКОЈ-а, такође затворена у логору на Бањици и стрељана 13. марта 1943. године.

## Знаменити објекти
"Последњи београдски амам" налазио се на углу са Солунском, срушен је 1939.
У овој улици налази се Основна школа „Браћа Барух”, коју су похађали Џеј Рамадановски, Иван Зељковић, Драган Тодоровић, Милош Алигрудић, Милан Марковић, Дарко Бајић...
У згради на адреси Улица браће Барух 2, становао је књижевник и академик Милорад Павић. Скупштина града Београда је основала Легат Милорада Павића са седиштем у његовом породичном дому, а Павићева удовица Јасмина Михајловић је старатељ Легата. Дана 24. новембра 2015. године, на овог згради је откривена и Павићева биста. Бисту су заједнички открили амбасадор Руске Федерације у Србији Александар Чепурин, градоначелник Београда Синиша Мали, Јасмина Михајловић и руски вајар Григори Потоцки.